# Морріс Тауншип (Нью-Джерсі)
Морріс Тауншип (англ. Morris Township) — селище (англ. township) в США, в окрузі Морріс штату Нью-Джерсі. Населення — 22 974 особи (2020).

## Демографія
Згідно з переписом 2010 року, у селищі мешкало 22 306 осіб у 8128 домогосподарствах у складі 5768 родин. Було 8502 помешкання
Расовий склад населення:
| - 85,3 % — білих - 5,7 % — чорних або афроамериканців - 5,1 % — азіатів - 0,1 % — корінних американців - 2,0 % — осіб інших рас |

До двох чи більше рас належало 1,8 %. Частка іспаномовних становила 7,5 % від усіх жителів.
За віковим діапазоном населення розподілялося таким чином: 22,6 % — особи молодші 18 років, 60,0 % — особи у віці 18—64 років, 17,4 % — особи у віці 65 років та старші. Медіана віку мешканця становила 43,3 року. На 100 осіб жіночої статі у селищі припадало 97,0 чоловіків;  на 100 жінок у віці від 18 років та старших — 94,4 чоловіків також старших 18 років.
Середній дохід на одне домашнє господарство  становив 174 749 доларів США (медіана — 127 805), а середній дохід на одну сім'ю — 203 360 доларів (медіана — 157 102). Медіана доходів становила 101 368 доларів для чоловіків та 72 697 доларів для жінок. За межею бідності перебувало 5,4 % осіб, у тому числі 4,4 % дітей у віці до 18 років та 4,8 % осіб у віці 65 років та старших.
Цивільне працевлаштоване населення становило 11 391 осіб. Основні галузі зайнятості: освіта, охорона здоров'я та соціальна допомога — 25,8 %, науковці, спеціалісти, менеджери — 19,7 %, фінанси, страхування та нерухомість — 13,2 %, виробництво — 9,9 %.